# SMS König Albert

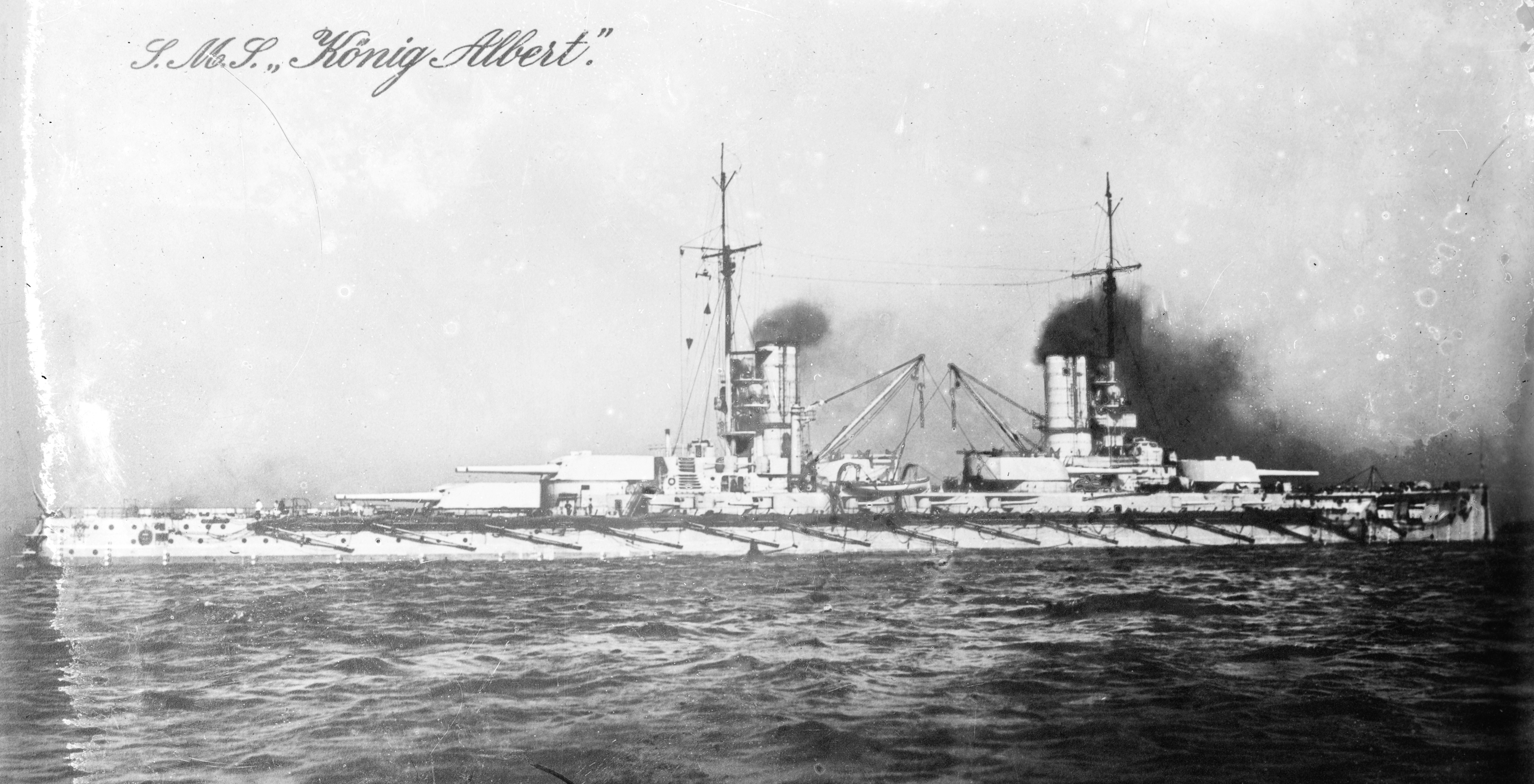
Le cuirassé SMS König Albert

Le SMS König Albert est le dernier navire de guerre de la classe Kaiser, appartenant à la Kaiserliche Marine (marine impériale allemande). Il a été construit par le chantier naval Ferdinand Schichau à Dantzig et lancé le 27 avril 1912.
Il est coulé lors du sabordage de la flotte allemande à Scapa Flow le 21 juin 1919.